# Ivan Ivanov (lottatore 1986)
Ivan Ivanov (Sofia, 24 agosto 1986) è un lottatore bulgaro.
Ha partecipato ai Giochi di Pechino 2008, gareggiando nella categoria dei Pesi supermassimi.